# Бледный огонь
«Бледный огонь» (англ. Pale Fire; вариант перевода — «Бледное пламя») — антироман В. В. Набокова, написанный на английском языке и впервые опубликованный в 1962 году. Название произведения взято из Шекспира «Тимон Афинский»: «Луна — это наглый вор, И свой бледный огонь она крадёт у солнца».

## Композиция и сюжет
Одно из самых экстравагантных произведений В. Набокова, не поддающееся какому-либо традиционному жанровому обозначению (некоторые критики причисляют его к «антироману»), «Бледный огонь» состоит из четырех частей:
1. предисловия издателя;
2. 999-строчной поэмы, написанной рифмованными двустишиями;
3. циклопического комментария, в несколько раз превышающего объем поэмы;
4. путаного именного указателя.

Данная структура была подсказана Набокову работой над четырёхтомным комментарием к переводу «Евгения Онегина». Предтечей этого удивительного литературного кентавра является незаконченный русскоязычный роман «Solus Rex», где были обозначены основные сюжетные ходы и мотивы, связанные с «земблянскими» фантазиями фиктивного редактора и комментатора поэмы Чарльза Кинбота.
Комментируемая поэма якобы принадлежит известному американскому поэту Джону Фрэнсису Шейду (1898—1959), который последние годы жизни преподавал английскую словесность в Вордсмитовском колледже (в вымышленном городке Нью-Вай, штат Аппалачия) и по роковому стечению обстоятельств был убит безумцем, сбежавшим из тюремной клиники. Комментарий самовольно добавлен его коллегой по университету Чарльзом Кинботом, завладевшим рукописью поэмы после гибели поэта. Коллега, явно сумасшедший, видит в поэме намёки на собственную судьбу — беглого короля Земблы. В этой несуществующей стране произошла революция, король бежал в Америку, и за ним охотится убийца Градус.
Воссоздавая идеализированный образ далекой северной страны и повествуя о приключениях короля-изгнанника, Кинбот то и дело сбивается на рассказ о своем пребывании в Нью-Вае: о натянутых отношениях с коллегами (среди них упомянут Тимофей Пнин), о постоянных неудачах в амурных делах, о своей «славной дружбе» с Джоном Шейдом, «озарившей» последние месяцы жизни великого поэта. По ходу повествования комментатор проговаривается, что король Карл Возлюбленный и он, профессор Кинбот, — одно и то же лицо.
Проблема тождества героя-повествователя и неадекватность комментария тексту поэмы создают в произведении атмосферу смысловой зыбкости и амбивалентности, которая позволяет с равной степенью убедительности предлагать взаимоисключающие версии относительно истинного авторства поэмы и комментария, достоверности описываемых событий и реального статуса главных героев. Этому способствуют и композиционные особенности книги: синхронизация и контрапунктное развитие нескольких сюжетных линий, децентрация повествования, нарушение не только хронологической последовательности, но и элементарной связности (что обусловлено самой структурой построчного комментария, а также системой перекрестных ссылок и постоянных «забеганий вперед», на которые Кинбот провоцирует читателей уже с первых страниц предисловия. Дополнительное смысловое измерение придаёт «Бледному огню» виртуозная интертекстуальная игра с поэтическими шедеврами классиков европейской литературы: Шекспира, Александра Поупа, Гёте, Роберта Браунинга, Редьярда Киплинга, Альфреда Хаусмена, Т. С. Элиота и др.
Зеркальной игре смыслов и затейливой композиции набоковского лабиринта соответствует специфика языковой ткани, украшенной палиндромами и многоязычными каламбурами, в которых английский, французский, русский и немецкий взаимодействуют с земблянским, сконструированным автором на основе нескольких европейских языков.

## Владимир Набоков о «Бледном огне»
«Что касается „Бледного огня“, то хотя я и разработал некоторые отрывки земблянских преданий в конце пятидесятых в Итаке, штат Нью-Йорк, первый настоящий укол романа, я почувствовал (то есть мне явилась его вполне завершённая структура в миниатюре, которую я набросал в каком-то из сохранившихся у меня карманных дневников) только на пароходе, вёзшем меня из Нью-Йорка во Францию в 1959 году. Американская поэма, обсуждаемая в книге Его Величеством, Карлом Земблянским, была труднейшей вещью из всех, что мне приходилось сочинять. Большую её часть я написал в Ницце, зимой, прогуливаясь вдоль Променад дез Англе или бродя по близлежащим холмам. Значительная часть комментариев Кинбота была написана здесь, в парке „Монтрё Паласа,“ одном из самых чарующих и вдохновляющих из известных мне парков».
«Думаю, „Бледный огонь“ — совершенно простой роман. Ярче всего человек раскрывается в творческой работе, которая доставляет ему удовлетворение. Здесь же поэт раскрывается в своей поэме, а комментатор — в комментарии… Эта книга гораздо веселее других, в ней запрятано много изюминок, и я надеюсь, кто-нибудь их обнаружит. Например, малосимпатичный комментатор — вовсе не бывший король Земблы и не профессор Кинбот, а сумасшедший русский профессор Боткин (Botkine). В его комментарии много замечаний, касающихся энтомологии, орнитологии и ботаники. Рецензенты утверждают, будто я втиснул в роман мои любимые темы. Но они не заметили, что Боткин в них ничего не смыслит и все его замечания чудовищно ошибочны… Никто не заметил, что мой комментатор покончил с собой, прежде чем завершил указатель к книге: в последнем пункте нет постраничных ссылок. И даже Мэри Маккарти, которая обнаружила в книге больше, чем остальные рецензенты, столкнулась с трудностями, определяя источник заглавия, и ошибочно нашла его в шекспировской „Буре“. А он — в „Тимоне Афинском“: „The moon’s an arrant thief she snatches her pale fire from the sun“. Надеюсь, указания на подобные вещи помогут читателям получить еще большее удовольствие от романа».

## Критики о «Бледном огне»
Сразу после публикации «Бледный огонь» обратил на себя пристальное внимание критиков, далеко не все из которых по достоинству оценили новаторство писателя.
«Как карикатуре на методы и нравы университетских паразитов, пирующих на развалинах литературных шедевров, „Бледному огню“ гарантирован... долговременный успех... Изобретательность Набокова, кажется, неистощима, его техническая виртуозность почти неправдоподобна. Однако эта изобретательность и виртуозность оборачиваются скукой и воздвигают почти непреодолимый барьер между автором и читателем... Если намеренный отказ от диалога со всеми читателями (исключая нескольких специалистов) означает литературную неудачу, тогда „Бледный огонь“ должен быть назван неудачей. Если поглощённость техникой — в ущерб диалогу с читателем — можно рассматривать как проявление упадка литературы, тогда „Бледный огонь“ — самый упадочный роман последнего десятилетия» (Уильям Пидн).
«Между поэмой и комментарием происходит очень важный диалог о психологии творчества. В образах Джона Шейда и Чарльза Кинбота автор создает и исследует два полюса творческого сознания. По большому счету поэт из Новой Англии представляет добротный пытливый ум, страстно стремящийся открыть с помощью искусства многозначительный замысел в деяниях судьбы и мира. Кинбот, который совершенно ничего не может понять в этом аспекте творчества поэта, являет собой одержимую часть творческого сознания, которое, благодаря чудовищному напряжению, навязывает свой собственный закон хаосу жизненных впечатлений и готово совершить акт интеллектуального насилия по отношению ко всякого рода фактам, противоречащим предопределенному пути. С самого начала можно заметить, что он претворяет свою одержимость в художественный вымысел столь же успешно, как и Шейд, который превращает реальность семейной трагедии в поэзию. Даже то, что Кинбот мучается, осознавая полнейшую недостоверность своего рассказа, — одно из измерений его творческого успеха. Старый Джон Шейд был не так уж не прав, позволяя Кинботу водить с собой дружбу. Создание вымышленного убийцы — превосходное литературное достижение. Мы чувствуем, что этот убийца должен был быть именно таким, каким его описывает Кинбот: абсолютно тупым, безжалостным политическим механизмом, в равной степени смертельно опасным и для поэтов, и для кротких безумцев» (Дональд Малькольм).
«...набоковский роман-кентавр — наполовину стихи, наполовину проза, этот тритон глубоких вод, – произведение редкостной красоты, симметрии, оригинальности и нравственной истины. Как ни старается автор представить его безделушкой, ему не удается скрыть тот факт, что этот роман — одно из величайших художественных творений нашего столетия, доказывающий, что роман вовсе не умер, а только притворился мертвым» (Мэри Маккарти).
«Смысловой центр книги — комментарии. Искусству, с которым Набокову, говорящему только от лица Кинбота, удаётся рассказать читателю всё, что надо, ни разу не сбившись с параноидально-фантастичного стиля безумца, можно позавидовать. Однако от аплодисментов стоит воздержаться, потому что автор столь навязчиво демонстрирует свое мастерство, что добивается результата прямо противоположного желаемому, – это убивает всякое эстетическое наслаждение от прочитанного. К примеру, его основной приём — пародия на академический метод исследования: в построчном комментарии доктора Кинбота, в пять раз длиннее самой поэмы, содержание интерпретируется самым произвольным образом: комментатор сводит всё к зембляндским реалиям. Это довольно забавно — но сколько места стоит отводить на анекдот? Мне кажется, двести двадцать восемь страниц — многовато. Я не противник пародий, но эта пародия почти столь же скучна, как и ее предмет; вскоре начинаешь подозревать, что у пародиста гораздо больше общего с пародируемым, чем он показывает или думает» (Дуайт Макдональд).
«„Бледный огонь“ можно распутывать до бесконечности. Эта книга — образец постджойсовской литературы: мы сталкиваемся с праздничным волшебством на первой же странице. Большинство романистов отдали бы всё за то, чтобы хотя бы приступить к созданию этой книги, не говоря о том, чтобы дописать ее до конца» (Энтони Бёрджесс).

## Перевод на русский язык
Первый перевод на русский был выполнен Алексеем Цветковым и Верой Набоковой, но вышел за подписью вдовы писателя. В беседе с корреспондентом Радио «Свобода» Цветков утверждал: «Я переводил книгу „Бледный огонь“ по собственной воле. Когда работу одобрил издатель, я связался с вдовой Набокова Верой. В ходе этой переписки правка достигла такого размера, что я отказался подписывать перевод своим именем. В результате вся работа была передана другому человеку, а в конце концов книга вышла как перевод Веры Набоковой».  В начале 1990-х были изданы второй перевод (под названием «Бледное пламя»), сделанный Сергеем Ильиным и Александрой Глебовской, и отдельно — поэтическая часть, переведённая Александром Шарымовым. В 2023 году опубликован третий поэтический перевод поэмы, выполненный Игорем Прихожаем (под псевдонимом «И. Сирин»).

## «Бледный огонь» в массовой культуре
Отрывок из произведения Набокова используется в фантастическом фильмe «Бегущий по лезвию 2049» в сцене, где главный персонаж должен немедленно и без эмоций повторить строчку из поэмы.